# Koto Petai
Koto Petai is een bestuurslaag in het regentschap Kerinci van de provincie Jambi, Indonesië. Koto Petai telt 973 inwoners (volkstelling 2010).